# Moita dos Ferreiros
Moita dos Ferreiros és una freguesia de Portugal pertanyent al municipi de Lourinhã, amb 24,83 km² d'àrea i 1.734 habitants (2011), i una densitat de població de 69,8 hab/km².

## Població

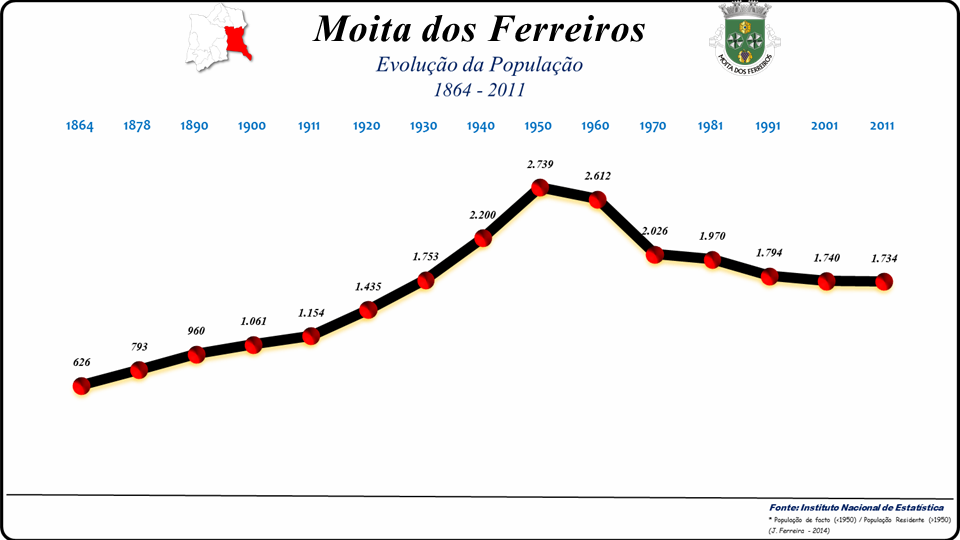
Evolució de la població 1864 / 2011

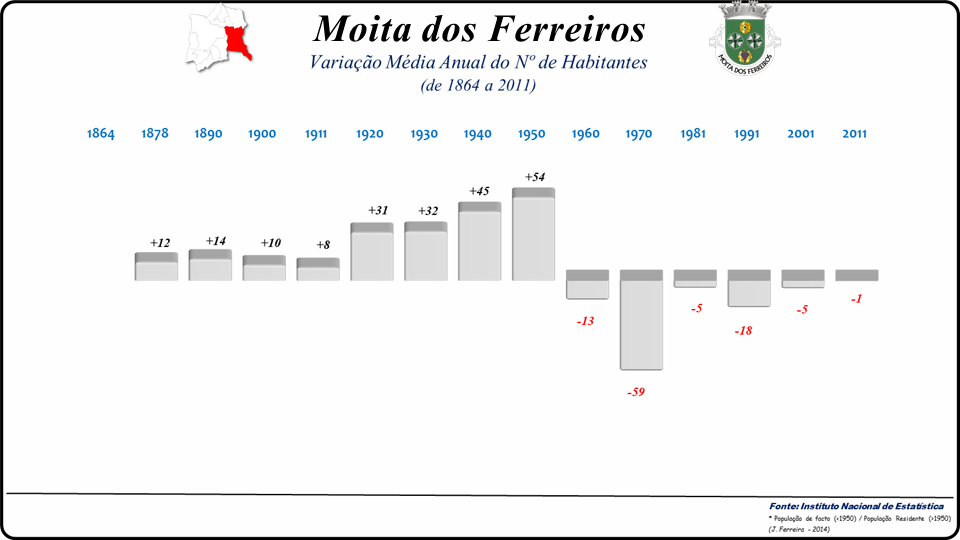
Variació de la població 1864 / 2011

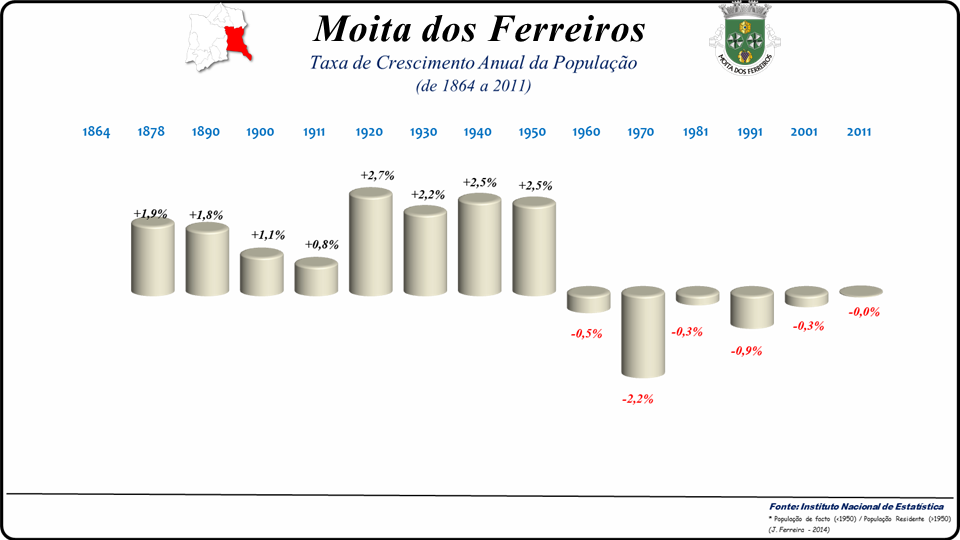
Variació de la població 1864 / 2011

| Població de la freguesia de Moita dos Ferreiros | Població de la freguesia de Moita dos Ferreiros | Població de la freguesia de Moita dos Ferreiros | Població de la freguesia de Moita dos Ferreiros | Població de la freguesia de Moita dos Ferreiros | Població de la freguesia de Moita dos Ferreiros | Població de la freguesia de Moita dos Ferreiros | Població de la freguesia de Moita dos Ferreiros | Població de la freguesia de Moita dos Ferreiros | Població de la freguesia de Moita dos Ferreiros | Població de la freguesia de Moita dos Ferreiros | Població de la freguesia de Moita dos Ferreiros | Població de la freguesia de Moita dos Ferreiros | Població de la freguesia de Moita dos Ferreiros | Població de la freguesia de Moita dos Ferreiros |
| ----------------------------------------------- | ----------------------------------------------- | ----------------------------------------------- | ----------------------------------------------- | ----------------------------------------------- | ----------------------------------------------- | ----------------------------------------------- | ----------------------------------------------- | ----------------------------------------------- | ----------------------------------------------- | ----------------------------------------------- | ----------------------------------------------- | ----------------------------------------------- | ----------------------------------------------- | ----------------------------------------------- |
| 1864                                            | 1878                                            | 1890                                            | 1900                                            | 1911                                            | 1920                                            | 1930                                            | 1940                                            | 1950                                            | 1960                                            | 1970                                            | 1981                                            | 1991                                            | 2001                                            | 2011                                            |
| 626                                             | 793                                             | 960                                             | 1 061                                           | 1 154                                           | 1 435                                           | 1 753                                           | 2 200                                           | 2 739                                           | 2 612                                           | 2 026                                           | 1 970                                           | 1 794                                           | 1 740                                           | 1 734                                           |

## Patrimoni
Església matricial, font de Nossa Senhora da Conceição
, vestigis moriscos
, santuari de Nossa Senhora da Misericórdia, molins de vent del llogaret de Pinhôa
, font "Rastinho" al llogaret de Misericórdia.

## Formen part d'aquestafreguesia
- Casa do Bom Sucesso, Casa Campina, Casa Cantarola, Casa da Genoveva, Casa da Mata, Casa da Misericórdia, Casa Moinho, Casa Mulato, Casa Nova, Casa da Oliveira, Casa da Seixosa, Casa Torneiro, Casa da Várzea, Casa da Pinhôa, Casa dos Montes Claros.